# 強く儚く/Belief 〜春を待つ君へ〜
「強く儚く / Belief 〜春を待つ君へ〜」（つよくはかなく/ビリーフ はるをまつきみへ）は、2013年10月2日にリリースされたflumpoolのメジャー12枚目のシングル。

## 解説
- 生きる意味が歌の中心に据えられた「強く儚く」と、台湾のバンドMaydayとコラボした「Belief 〜春を待つ君へ〜」（映画『おしん』主題歌、大王製紙「エリス」CMソング）の両A面シングル。
- 「大切なものは君以外に見当たらなくて/微熱リフレイン」より3か月ぶりのシングル。
- 初回限定版には、特典DVD「How have we felt for 5 years? 〜flumpool's 5th anniversary historic DVD〜」と、「強く儚く」、「Belief 〜春を待つ君へ〜」の2曲のインストルメンタルが、通常版にはボーナストラックとしてデビュー曲「花になれ」から前作「大切なものは君以外に見当たらなくて/微熱リフレイン」まで、シングル曲全20曲を収録した約20分のノンストップミックス、「OLDIES but GOODIES-flumpool 5th year anniversary non-stop mix-」が収録されている[1]。
- CDショップ先着予約購入特典として「flumpool 5th Anniversary メモリアルシリコンバンド」がある。

## 収録曲
1. 強く儚く - 日本テレビ『スッキリ!!』10月度エンディングテーマ
2. Belief 〜春を待つ君へ〜（flumpool×Mayday） - 映画「おしん」主題歌、大王製紙「エリス」ブランドCMソング
3. brilliant days
4. 強く儚く (Instrumental)
5. Belief 〜春を待つ君へ〜 (Instrumental)

- ディスク：2に特典DVD「How have we felt for 5 years? 〜flumpool's 5th anniversary historic DVD〜」（※約60分を超えるデビューからflumpoolの5年間の歴史を振り返る映像）収録